# Raïon de Poltava
Le raïon de Poltava (en ukrainien : Полтавський район) est un raïon (district) dans l'oblast de Poltava en Ukraine.
Avec la réforme administrative de 2020, le raïon absobé ceux de Poltava (ancien), Machivka, Novi Sanjary, Kotelva, Rechetylivka, Zinkiv, Karlivka, Kobeliaky, Dykanka, Chutove.

## Lieux d'intérêt
Le Musé-mémorial à Oleksandra Selioutchenko, Opichnia.

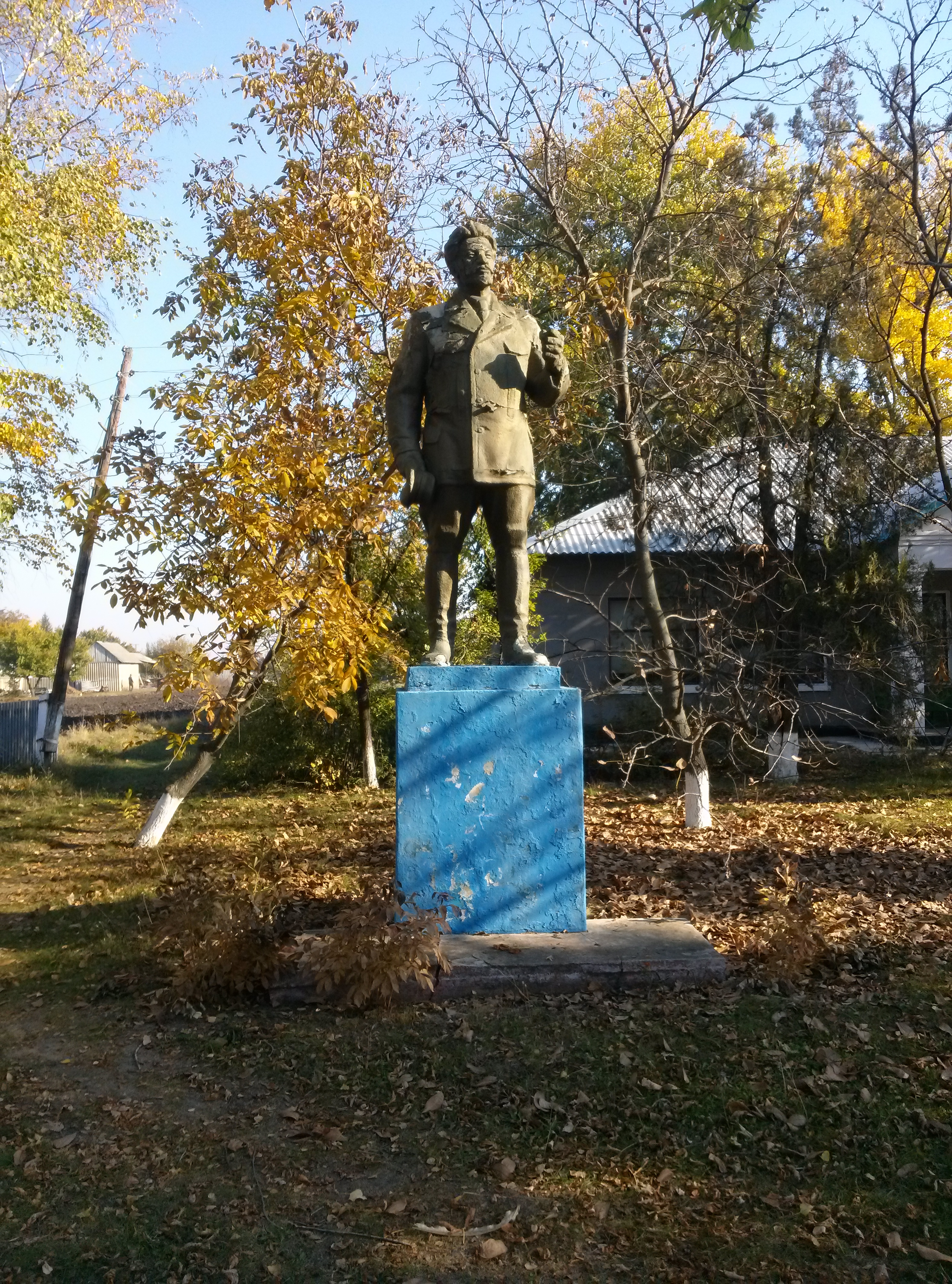
Celui à Yakov Sverdlov, classé[1].
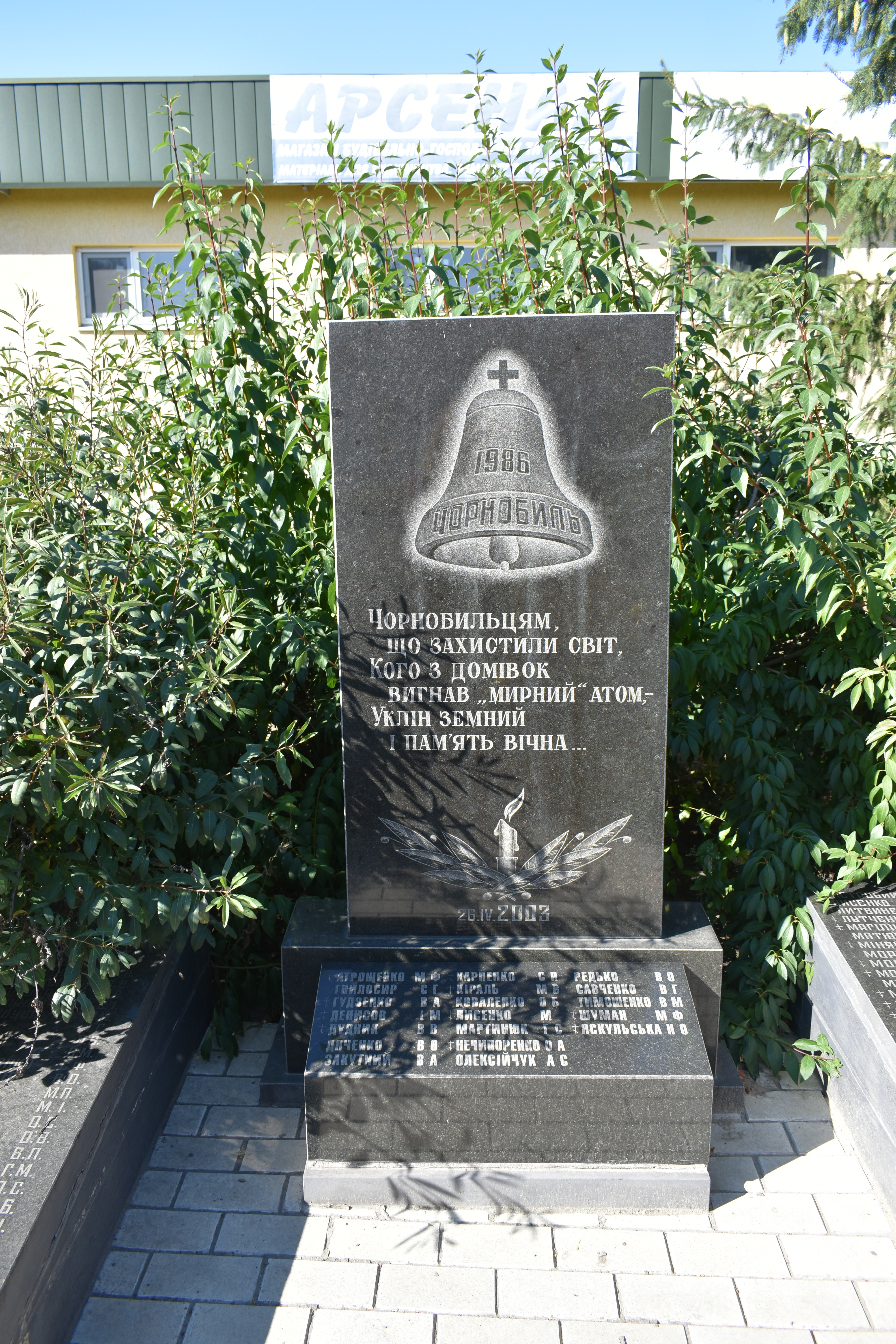
Mémorial au désastre de Tchernobyl, classé
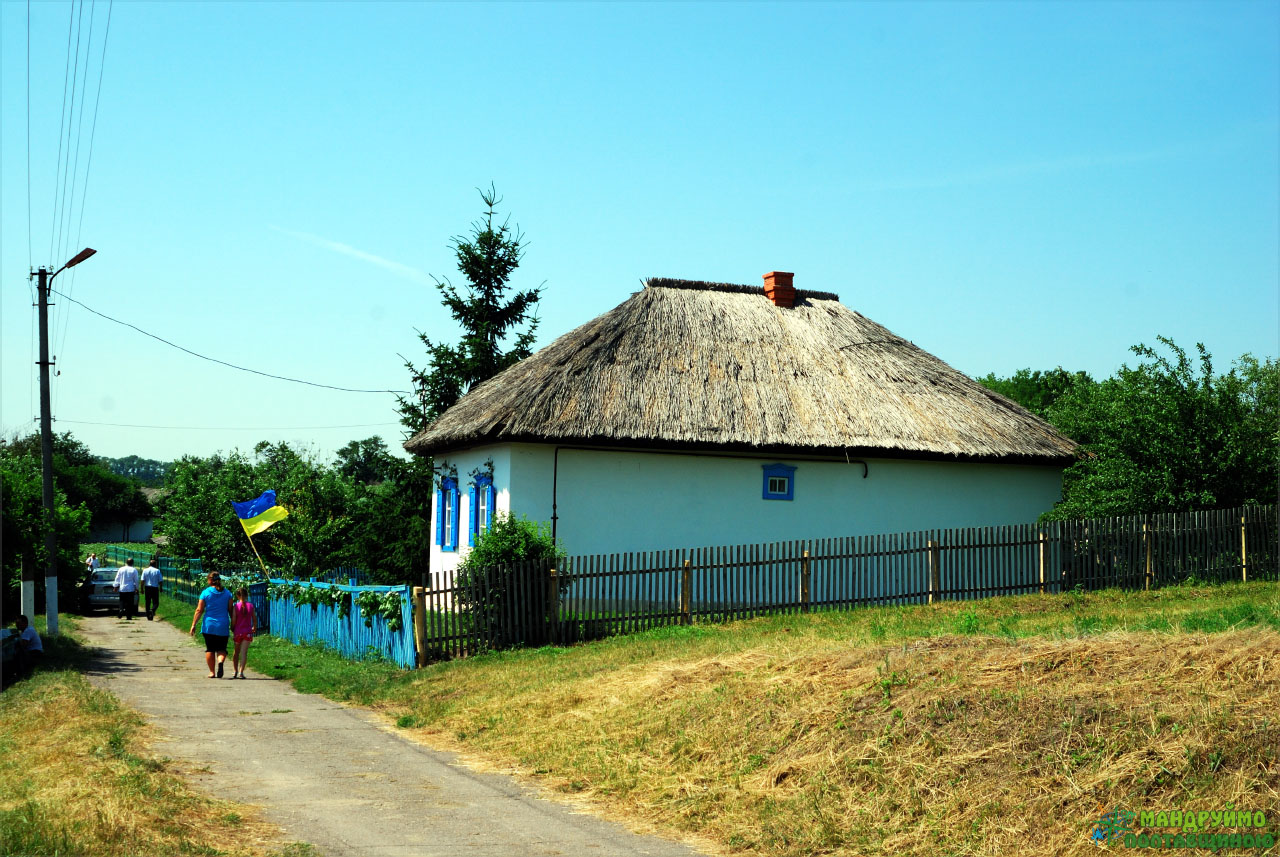
Le musée Oles Hontchar, classé[3].
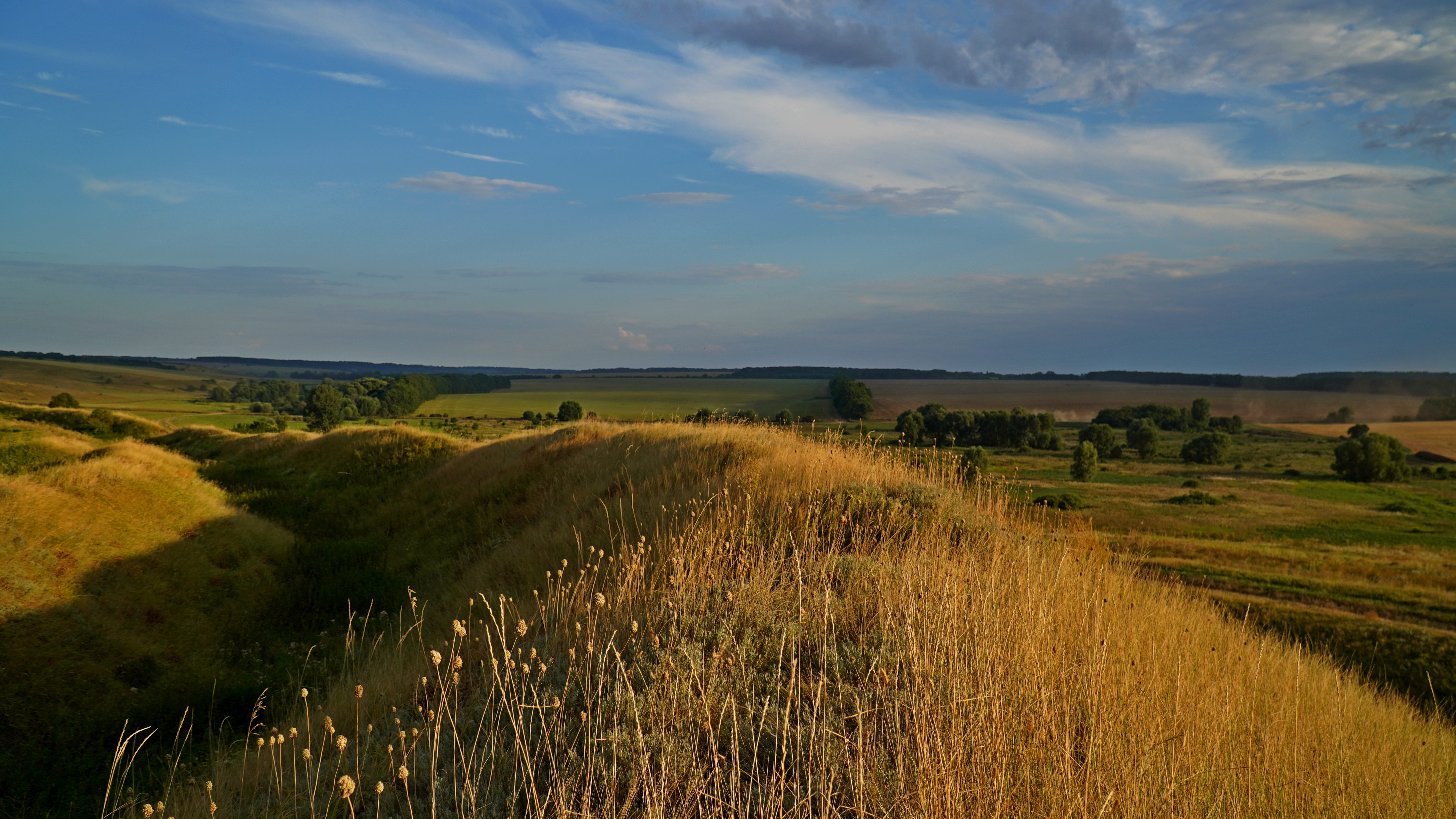
Colline fortifiée de Bilsk, classée[4].
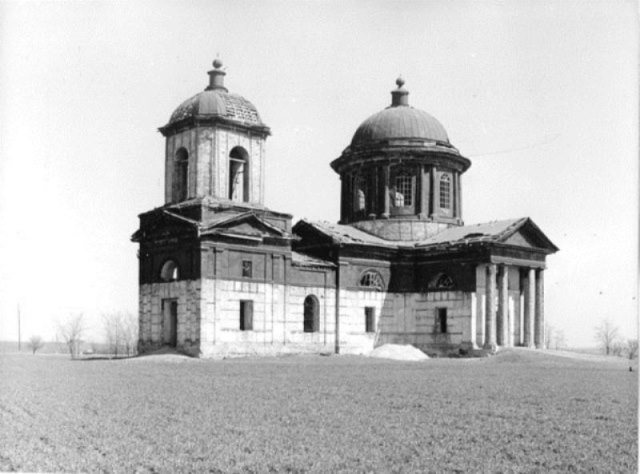
L'église de l'Annonciation de Fedorivka, classée[5].
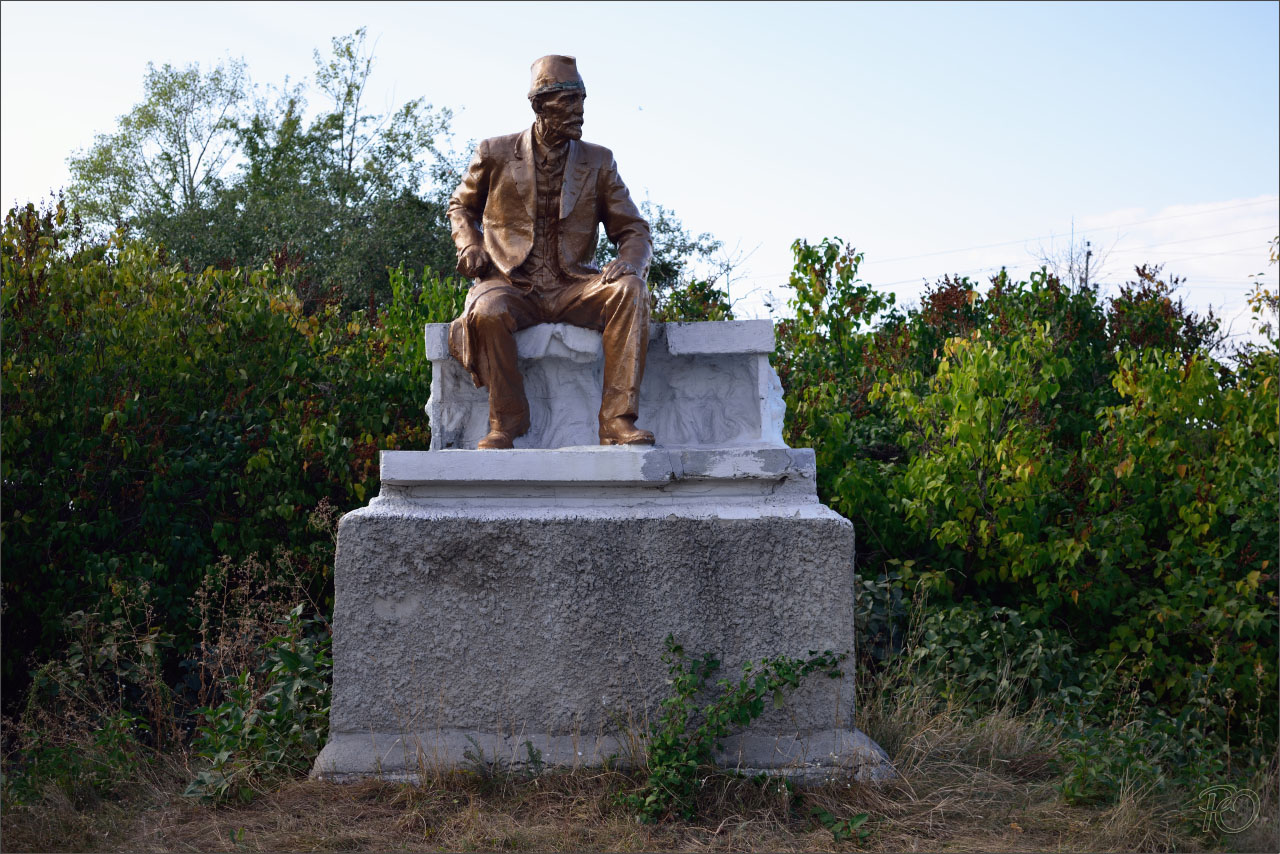
Monument à Ivan Mitchourine, classé[6].
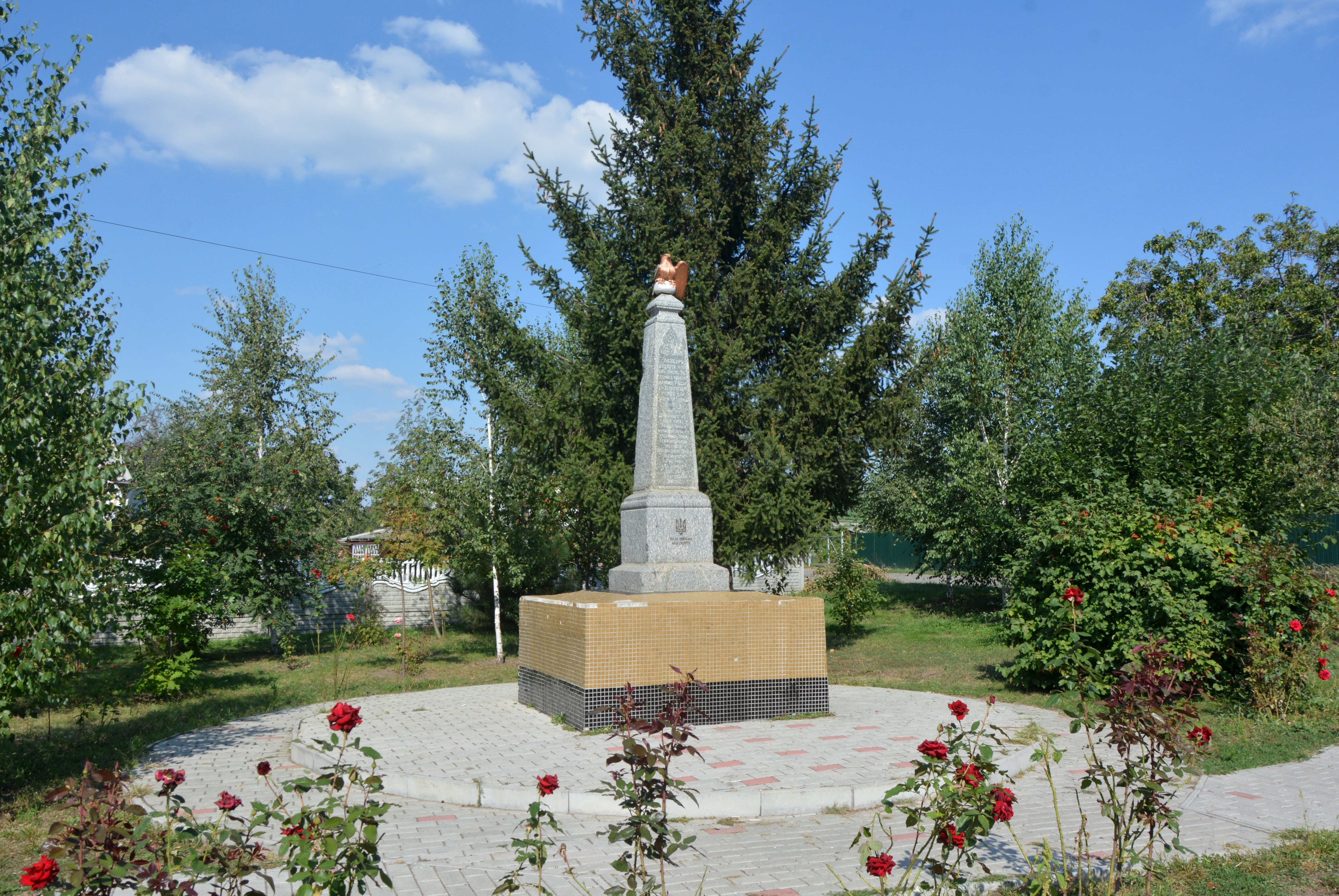
Monument au deux cents ans de la Bataille de Poltava, classé[7].
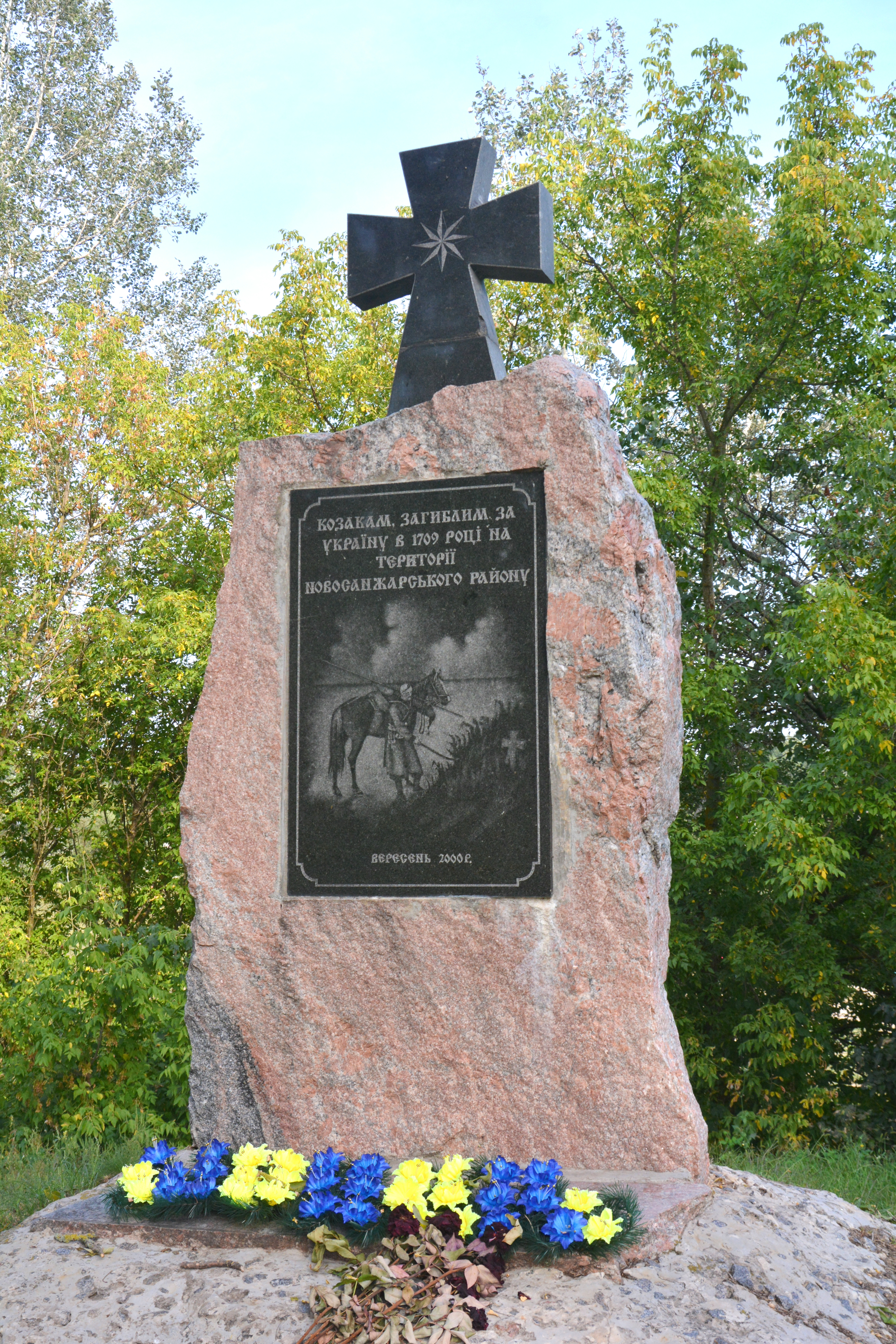
Monument aux cosaques ukrainiens, classé[8].